# Rue de l'Ermitage (Ixelles)
Pour les articles homonymes, voir Rue de l'Ermitage.
La rue de l'Ermitage (en néerlandais : Kluisstraat) est une rue bruxelloise de la commune d'Ixelles en Belgique, qui va de la chaussée d'Ixelles à la rue de la Vanne.
La rue a été ouverte en 1846.
La numérotation des habitations va de 2 à 86 pour le côté pair, tandis que le côté impair ne comporte que les nos 1, 1A et 55. De ce côté-là en effet, la plupart des immeubles ont leurs portes d'entrée sur d'autres rues et au moins deux pâtés de maisons ne sont longés rue de l'Ermitage que par un mur aveugle.
Cette rue est parallèle à la rue de la Croix et coupe (parmi d'autres) les rues du Couvent et de l'Arbre-Bénit, ce qui semble indiquer qu'il y a eu autrefois à cet endroit un ou plusieurs établissements religieux.